# 988

## Esdeveniments
Països Catalans
- 10 de març (o algun altre dia d'aquest mes) - Catalunya: Borrell II no renova el jurament de fidelitat al rei franc: esdevé, de facto, comte independent i comença a encunyar moneda pròpia; aquesta independència la confirmarà legalment el tractat de Corbeil (1258).
- 3 de Novembre - Catalunya: Primera referència que es té del barri de Santa Eugènia de Ter (Girona), comunitat i antic municipi del gironès.

Món
- Es funda la universitat d'al-Azhar al Caire.
- Es funda Baile Átha Cliath (Dublín) a Irlanda.